# 協和醫院站
協和醫院站（葡萄牙語：Estação Hospital Union）是澳門輕軌氹仔線和石排灣線的交匯轉乘車站，同時是石排灣線的終點站，位於路氹城的蓮花圓形地和路氹連貫公路之間，連接澳門協和醫院。本站為高架車站，設有通道往返轉乘氹仔線和石排灣線。

## 車站結構

### 氹仔線站體
| 地上二層（P）     | 月台     | \| 側式 · 開左邊车门 \| \| \| \| \| \| \| \| 氹仔線往氹仔碼頭（東亞運） \| 1 \| \| \| \| 2 \| 氹仔線往媽閣（蓮花） \| \| \| \| 側式 · 開左邊车门 \| \| \| \| \| |   |  |
| 地上一層（C）     | 轉乘大堂 | 石排灣線轉乘通道、往出入口 |   |  |
| 側式 · 開左邊车门 |          | |   |  |
|                   |          | 氹仔線往氹仔碼頭（東亞運） | 1 |  |
|                   | 2        | 氹仔線往媽閣（蓮花） |   |  |
| 側式 · 開左邊车门 |          | |   |  |

### 石排灣線站體
| 地上二層（P）                  | 月台     | \| \| 3 \| 石排灣線往石排灣（終點站） \| \| \| \| 島式 · ↑開右邊车门 ↓開左邊车门 \| \| \| \| \| \| \| 4 \| 石排灣線往石排灣（終點站） \| \| \| |  |  |
| 地上一層（C）                  | 票務大堂 | 客務中心、自動售票機、氹仔線轉乘通道、行人天橋連接澳門協和醫院                                                                                 |  |  |
| 地面（G）                      | 出入口   | |  |  |
|                                | 3        | 石排灣線往石排灣（終點站） |  |  |
| 島式 · ↑開右邊车门 ↓開左邊车门 |          | |  |  |
|                                | 4        | 石排灣線往石排灣（終點站） |  |  |

### 車站大堂
本站設有客戶服務中心、自助售票機、出入閘口以及票務資訊及街道圖，出站指示等，設於石排灣線的站體，並與氹仔線共用。
- 協和醫院站客戶服務中心
- 連接車站大堂及石排灣線月台的升降機
- 連接車站大堂及石排灣線月台的扶手電梯

### 月台及轉乘通道
協和醫院站設有四個月台，所有月台均裝設月台閘門。其中氹仔線月台位於蓮花圓形地中央，為側式月台，東端設有一組渡線供列車往返橫琴線，鄰近2號月台及氹仔線調頭渡線旁邊設有一條聯絡渡線往返石排灣線；石排灣線月台為島式月台，位於路氹連貫公路中央、氹仔線站體南側，其中4號月台北端設有側線可取道氹仔線往返氹仔輕軌車廠，南側設有兩組不同方向的渡綫供列車調頭、上落客或通過4號月台北側的聯絡線往返氹仔輕軌車廠。3號月台為常用月台，4號月台為後備月台供特別情況下使用。。
本站原有方案及設計方面是作為石排灣線的獨立車站之一，蓮花站的原有方案和設計是成為氹仔線、橫琴線及石排灣線之間“三線交匯”的轉乘站。2020年經修改後的方案取消原有設計，改為在氹仔線蓮花站附近興建本站，使石排灣線以本站為終點站並與氹仔線進行交匯，氹仔線於2019年12月通車前已預留興建完成有關設計，作為本站的延伸及轉乘站，使本站站體呈「T」字型，導致轉乘通道之間的距離較長。
- 1號月台-往氹仔碼頭
- 2號月台-往媽閣
- 3號月台-往石排灣
- 4號月台-往石排灣
- 付費區轉乘通道內部
- 轉乘通道往氹仔線月台方向
- 轉乘通道外觀

### 出入口
本站B出口設有行人天橋及自動步行系統連接澳門協和醫院。
| 編號                              | 指示方向     | 圖片 | 附近目的地                                                  |
| --------------------------------- | ------------ | ---- | ----------------------------------------------------------- |
| A                                 | 司警路氹分局 |      | - 路氹連貫公路 - 司法警察局路氹分局 - 蓮花路停車場          |
| B                                 | 澳門協和醫院 |      | - 博愛大馬路 - 澳門協和醫院 - 離島急診站 - 澳門鏡湖護理學院 |
| C                                 | 石排灣水塘   |      | - 石排灣市區公園 - 路氹連貫公路 - 離島醫院大馬路            |
| 註： 設有 \| 設有 \| 設有扶手電梯 |              |      |                                                             |

## 使用情況
本站氹仔線月台及車站大堂於2024年9月1日率先開放使用，由於石排灣線尚未通車，加上澳門協和醫院尚未正式開業，故使用人流相對較少，但方便乘客通過有蓋的行人天橋附自動步行系統無縫連接往返澳門協和醫院及本站B出入口。
石排灣線通車後，位於本站南側的石排灣線月台亦同步開放，作為澳門輕軌首座啟用的轉車站，但由於轉乘通道步行距離較長，加上需要上落往返氹仔線及石排灣線之間的月台，對部分長者或行動不便人士而言相對不便。

## 車站周邊
- 澳門協和醫院
- 石排灣水塘
- 石排灣市區公園
- 新濠影匯
- 蓮花路停車場

## 交通

### 巴士
C701 澳門協和醫院（Hospital Macau Union）
路線：35、H3
C702 澳門協和醫院／綜合服務大樓（Hospital Macau Union / Edf. de Multi-Serviços）
路線：35、50、H3、MT4、N5

## 歷史

### 早期構想
2014年1月10日，運輸基建辦公室展開「澳門輕軌系統石排灣線可行性研究意見徵集」，向公眾徵集意見45日，於2月23日結束。當中設有三個方案均預留興建本站，並設為石排灣線的中途車站。其中方案一與方案二中本站設於離島醫療綜合體西側，而方案三中本站設於離島醫療綜合體正門對出。
2015年8月23日，運輸基建辦公室公佈「澳門輕軌系統石排灣線可行性研究意見徵集」意見，並以方案一作為推薦方案。

### 修改設計
2019年，本站氹仔線月台已預留位置連接轉乘石排灣線。
2020年7月23日，本站與石排灣線進行工程公開招標。建設發展辦公室對「C390B 輕軌石排灣線主體建造工程」進行公開招標，總施工期為960個工作天。招標公告首次明確放棄早前所推薦的方案一，取消原來蓮花口岸站轉乘規劃，改為在氹仔線上的蓮花口岸站與東亞運站之間加設轉乘車站，因此路線車站數目縮減至兩個，同時會在本站興建行人天橋連接至離島醫療綜合體。
2021年5月20日，建設發展辦公室審標後認為各競投者投標金額及工期明顯偏低，有機會嚴重超支超時，加上建設辦須重新修改圖則。所以特區政府宣布撤銷C390B招標，容後重新招標。
2021年6月2日，“輕軌石排灣線主體建造工程”重新展開招標程序。
2021年6月29日，輕軌石排灣線主體工程進行開標，據建設辦，經開標程序後， 10份標書被接納，1份有條件被接納，但需在指定日期內補交文件。工程造價介乎澳門幣9.08億至澳門幣10.08億正，工期由638工作天至760工作天。

### 建設
2021年8月13日，輕軌石排灣線主體工程正式判給，由中國路橋工程責任有限公司以近9.3億澳門元承建，工程日期為685工作天。
2021年10月，石排灣線主體建造工程施工開展第一階段工作。
2021年12月，石排灣線主體建造工程施工進入第二階段。
2022年10月29日至11月17日，本站開展轉車站連接橋施工，並於現有行車線中放置臨時龍門支架。
2022年12月1日至21日，本站開展轉車站連接橋吊裝施工。
2023年2月中旬，公共建設局表示興建工程預計在2024年2月竣工。

### 開展車站測試
2024年1月8日，運輸工務司司長羅立文表示，石排灣線已開展車站及列車測試，明確表示該線不會由港鐵（澳門）營運。判給較多內容當時預計由輕軌公司負責。
2024年3月31日，石排灣線主體工程已基本完工，本站更名為“協和醫院站”，並開展各系統及列車運行測試工作。列車測試概括分為三個階段進行，第一階段為石排灣線範圍內，第二階段將延伸至設於氹仔線途經的轉車站（蓮花圓形地），第三階段為全線範圍。

### 啟用
2024年9月1日，本站局部啟用，氹仔線乘客可透過本站前往澳門協和醫院，而石排灣線月台則暫未啟用。
2024年11月1日，石排灣線正式通車，首班車於當天13時11分於石排灣站開出。本站自石排灣線通車後正式全面啟用，為澳門輕軌網絡中首個轉乘站。

## 圖片集

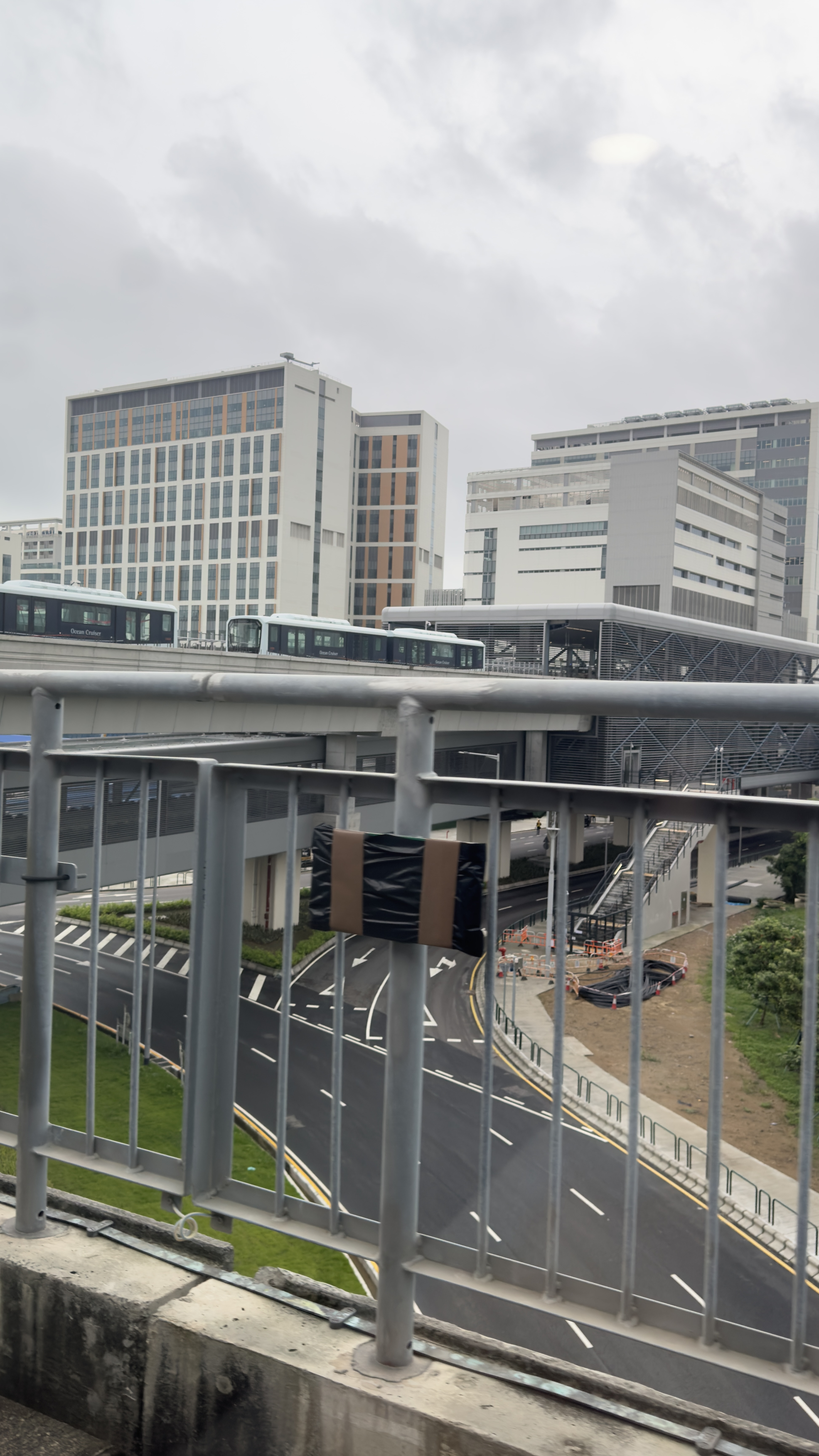
2024年6月站內正在試驗的換乘月台

## 外部連結
- 第120/2024號行政長官批示-修改經第188/2023號行政長官批示修改及重新公佈的第186/2019號行政長官批示第二款（三）項 （页面存档备份，存于）
- 澳門輕軌股份有限公司官方網站 （页面存档备份，存于）